# Melanodera
Melanodera és un gènere d'ocells de la família dels tràupids (Thraupidae).

## Taxonomia
Segons la Classificació del Congrés Ornitològic Internacional (versió 14.2, 2024) aquest gènere està format per 2 espècies:
- Frigil cellablanc (Melanodera melanodera Quoy & Gaimard, 1824)
- Frigil cellagroc (Melanodera xanthogramma Gould & Gray, GR, 1839)